# Хуайхъ
Хуайхъ (на китайски: 淮河; на пинин: Huái Hé) е река в Източен Китай, в провинции Хънан, Анхуей и Дзянсу, ляв приток на Яндзъ. Дължината ѝ в зависимост от мястото на вливането е от 813 km до 1087 km, а площта на водосборния ѝ басейн е 187 000 km². Река Хуайхъ води началото си на 824 m н.в. от североизточния склон на хребета Тунбошан (крайно източно разклонение на планината Цинлин) в провинция Хънан. По цялото си протежение (с изключение на най-горното течение) тече в посока изток и изток-североизток през Хуайхъската равнина (централната част на Голямата китайска равнина) в широка и плитка долина. Влива се от югозапад в езерото Хундзеху, разположено на 10 m н.в. В миналото в зависимост от количеството на водата по време на пълноводието от езерото са изтичали две реки на североизток към Жълто море и на юг през езерото Гаоюху към река Яндзъ. Сега голяма част от оттока на реката от езерото Хундзеху чрез система от езера и канали се насочва на юг към Яндзъ, а на изток към Жълто море е прокопан изкуствен канал, по който по време на много високи води се отклонява част от тях. Основни притоци: леви – Хунхъ, Инхъ, Сифъйхъ, Гохъ, Куайхъ, Тохъ; десни – Шихъ, Шахъ, Хуанхъ (да не се бърка с голямата Хуатхъ), Щигуанхъ, Пихъ. Подхранването на Хуайхъ е предимно дъждовно, с ясно изразено лятно пълноводие. Средният годишен отток в долното ѝ течение е около 1000 m³/s, максималният – 10 000 – 13 000 m³/s. Хуайхъ и нейните притоци по време на пълноводие носят огромно количество наноси (до 10 – 15 kg/m³), които се отлагат в нейното корито и способстват за неговото повишаване (на места над нивото на околната равнина). За предотвратяване на разливането на реката в нейния басейн са изградени големи водозащитни диги с височина 6 – 8 m и обща дължина около 6000 km. В миналото дигите често са били разрушавани от водите на реката, предизвикващи катастрофални наводнения и мигрирането на нейното течение. Хуайхъ е плавателна за плитко газещи речни съдове до град Джънянгуан и е съединена чрез Големия китайски канал с реките Хуанхъ на север и Яндзъ на юг. По време на сухия сезон водите ѝ се използват за напояване. Долината ѝ е много гъсто населена, като най-големите селища са градовете Сисян, Шоусян, Фънтай, Хуайнан, Хуайюан, Бънбу.